# Assedio di Nizza (1705)
L'assedio di Nizza del 1705 ebbe luogo nel corso della guerra di successione spagnola, impegnando per molti mesi dal 15 marzo 1705 al 4 gennaio 1706 le forze di Luigi XIV di Francia contro Vittorio Amedeo II di Savoia le cui armate, guidate dal marchese di Caraglio, resistettero nella strenua difesa della fortezza di Nizza per poi capitolare ai francesi.

## L'assedio
Le forze francesi si ammassarono sulla riva occidentale del fiume Varo, preparandosi per l'invasione del Ducato di Savoia che recentemente aveva cambiato schieramento. Ad ogni modo la fortezza sabauda di Nizza non era preparata un assedio di quella portata e già alla fine dell'anno si rese conto che stava terminando le riserve di polvere da sparo e che pertanto erano necessari nuovi invii dal Piemonte.
Nella primavera del 1705 le armate francesi al comando del duca de La Feuillade posero assedio agli imponenti bastioni della fortezza di Nizza. La sua cittadella ed il castello guardavano la città sottostante da uno sperone di roccia naturale ed un alto muro di 8 metri circondava l'abitato per 2,3 chilometri. All'interno della linea fortificata, si trovava un muro più spesso fiancheggiato da torri.
Le forze francesi presero possesso della valle del Po per cercare di intimorire Nizza. Dopo sei mesi di assedio costante, venne siglata la capitolazione della fortezza, permettendo così ai francesi di passare in Piemonte. Il duca di Berwick intervenne solo nelle ultime fasi dell'assedio con 113 tra cannoni e mortai che ridussero il Castello di Nizza in rovina dopo soli 54 giorni di bombardamenti. Quel che restava delle fortificazioni venne, per ordine di Luigi XIV, raso completamente al suolo per dare un segno esemplare ai Savoia in relazione al comportamento da tenere nei confronti della Francia.